# Wilhelm Traube
Wilhelm Traube (Racibórz, 10 gennaio 1866 – Berlino, 28 settembre 1942) è stato un chimico tedesco.
Figlio di Moritz Traube e nipote del medico Ludwig Traube, quindi cugino del paleografo Ludwig Traube, fu docente all'università di Berlino.
Autore di eccellenti studi sulla cellulosa e sulle purine, morì in una prigione nazista.